# Hundsort
Hundsort (estniska: Tagamõisa poolsaar) är en udde på ön Ösel i västra Estland. Den ligger i den del av Ösels kommun som före 2017 tillhörde Kihelkonna kommun och på Ösels nordvästkust mot Östersjön, 190 km sydväst om huvudstaden Tallinn.
Hundsort avgränsas i väster av viken Kihelkonna laht och i öster av Tagalaht. Nordspetsen av udden heter Undva nina (nina är estniska för udde). På uddens västra sida ligger Harilaid, en obebodd ö som genom landhöjningen blivit landfast med Hundsort. Harilaid ingår i Vilsandi nationalpark och där finns den numera övergivna Kiipsaare fyr.
Hundsort var landstigningsplats för tyska trupper under Operation Albion 1917, under första världskriget, då Ösel ockuperades.  Vid landstigningen bombarderade tyska flottan det ryska kustfort som var beläget vid Hundsorts udde.
Årsmedeltemperaturen i trakten är 4 °C. Den varmaste månaden är juli, då medeltemperaturen är 18 °C, och den kallaste är februari, med −8 °C.